# Hubert Yencesse
Hubert Yencesse, né à Paris, dans le 6e arrondissement, le 28 avril 1900, et mort, dans la même ville, dans le 7e arrondissement, le 4 octobre 1987, est un sculpteur français.

## Biographie
En  1919, Hubert Yencesse entre à l'école des beaux-arts de Dijon, où enseigne son père, le médailleur Ovide Yencesse. Celui-ci lui fait rencontrer le sculpteur François Pompon, dont il devient l'élève.
Il expose pour la première fois au Salon d'automne en 1921 et reçoit le prix Blumenthal en 1934. Un peu plus tôt, on a fait appel à lui pour sculpter le profil gauche de l'aviateur Georges Guynemer, en vue de la confection d'un bronze destiné à orner la façade d'un monument érigé sur le terrain d'aviation militaire d'Ouges-Longvic à la mémoire de l'as de guerre (monument inauguré le 25 juillet 1932).
La bourse associée au prix lui permet de s'installer dans son atelier parisien. Il rencontre Aristide Maillol dont il devient le disciple et le collaborateur jusqu'en 1936. Comme Maillol, Yencesse s'est tout entier consacré à la représentation du corps féminin. Il expose à Paris au Petit Palais en 1935, au Salon des Tuileries et participe aux expositions de la sculpture française d'Amsterdam, de Bruxelles, etc. Il obtient aussi de nombreuses commandes publiques : il participe aux décors du palais de Chaillot en 1937, réalise des décors pour l'université de Dijon en 1957, sculpte un Monument aux morts de Belfort en 1948. En 1953, il réalise un nouveau Monument aux morts pour la ville du Neubourg (Eure), en remplacement de l'ancien monument sculpté par Paul Landowski et détruit par un bombardement en juin 1944.
Il enseigne aux Beaux-Arts de Paris de 1950 à 1970 (César lui succède). Durant ces années, il fréquente assidument, fusain en main, les studios de danse. Il trouve à renouveler son art à cette influence : « L’étude de la danse, écrit-il, éloigne le sculpteur des recherches plastiques conventionnelles et souvent usées ; il découvre qu’un volume partant de l’intérieur, éclatant dans l’espace, possède une valeur plastique totale. »
En 1972, le musée Rodin à Paris lui consacre une rétrospective.
Il est reçu membre de l'Institut le 20 mars 1974, au siège d'Henri Navarre dans la section de sculpture de l'Académie des beaux-arts.
Il est le père de la sculptrice Dodie Yencesse et le frère du sculpteur Jacques Yencesse. Son épouse Cécile Chambelland est morte en 1999. Il avait eu pour élève en 1961 le sculpteur Jacques Coquillay.

## Liste des œuvres
- Femme allongée, vers 1935, plâtre, Paris, musée d'art moderne de la Ville de Paris
- Femme à la coquille, 1937, bronze, Toulouse, École nationale vétérinaire de Toulouse
- Flore, 1937, pierre, Barentin, Hôtel de Ville
- Tête de jeune femme, 1937, bronze, Mont-de-Marsan, musée Despiau-Wlérick
- Buste de femme, avant 1939, bronze, Boulogne-Billancourt, musée des Années Trente
- Buste de Sacha Guitry, début des années 1940.
- Buste de jeune femme ou Mademoiselle B., 1942, bronze, Nantes, musée des Beaux-Arts
- La Musique, 1943, pierre, localisation actuelle inconnue, autrefois à Chartres, hôtel de Ville
- Tourville, 1943, pierre, Coutances, hôtel de Ville
- Diane et son arc, vers 1943, plâtre, Roubaix, La Piscine, musée d'Art et d'Industrie André-Diligent
- Diane et son arc, vers 1943, bronze, Paris, musée d'art moderne de la Ville de Paris
- Diane et son arc, 1943, bronze, Dijon, musée des Beaux-Arts
- Buste de Paul Langevin, 1946, bronze, Paris, Rectorat d'Académie
- Monument à Marx Dormoy, 1948, Montluçon, avenue Marx Dormoy
- La République, 1949, pierre, Orléans
- Monument aux morts, 1953, pierre, Le Neubourg
- Le mois de Mai, 1956, pierre, Fontainebleau, musée national du château
- L'Immaculée Conception, 1957, Laguiole, église Saint-Matthieu
- La Loire, 1980, bronze, Orléans, place Sainte-Croix
- Le Printemps, L'Été, L'Automne, plâtre, Roubaix, La Piscine, musée d'Art et d'Industrie André-Diligent
- Tête de femme, plâtre doré, Strasbourg, musée d'Art moderne et contemporain
- Nageuse, bronze, Alger, musée des Beaux-Arts